# 哈拉尔·尼尔森
哈拉尔·尼尔森（丹麥語：Harald Nielsen，1941年10月26日—2015年8月11日），丹麦男子足球运动员，场上位置是前锋。他曾代表丹麦国奥队参加1960年夏季奥林匹克运动会足球比赛，获得一枚银牌。